# USS LST-1099
O USS LST-1099 foi um navio de guerra norte-americano da classe LST que operou durante a Segunda Guerra Mundial.